# Forlidas Pond
Forlidas Pond – mały antarktyczny zbiornik wodny w dolinie morenowej na wschód od północnego krańca Forlidas Ridge w Dufek Massif w Pensacola Mountains.

## Nazwa
Nazwa zbiornika nawiązuje do nazwy grzbietu Forlidas Ridge , który został nazwany na cześć Charlesa W. Forlidasa, radiooperatora stacji badawczej Ellsworth podczas zimowania w 1957 roku . Nazwę zaproponował Arthur B. Ford z United States Geological Survey, prowadzący badania w regionie w latach 1978–1979 . 

## Geografia
Forlidas Pond leży w dolinie morenowej na wschód od północnego krańca Forlidas Ridge w Dufek Massif w Pensacola Mountains . Jest to mały, płytki, wiecznie zamarznięty zbiornik wodny o okrągłym kształcie. Jego średnica w 1957 roku została oszacowana na 100 m, natomiast późniejsze pomiary z 2004 roku wykazały, że wynosi ona 90,3 m. Głębokość zbiornika sięga 1,63–1,83 m. Średnia temperatura wody to -7,67°C, a jej zasolenie przy dnie jest ok. cztery razy wyższe niż wody morskiej. W miesiącach letnich przy brzegu tworzy się pas wolny od lodu z wodą o lekkim stopniu zasolenia – odkryto tu m.in. bakterie typu Firmicutes . W wodach przydennych jeziora stwierdzono występowanie sinic. Według badań Pessiego et al. (2018) 35,7% sinic przydennych stanowią drgalnicowce.
Zbiornik jest pozostałością większego jeziora, które uległo ewaporacji. Wody jeziora w przeszłości utrzymywały się do 17,7 m powyżej obecnego lustra.     
Forlidas Pond i Davis Valley stanowią Szczególnie Chroniony Obszar Antarktyki (ang. Antarctic Specially Protected Area, ASPA) – ASPA 119 (Davis Valley and Forlidas Pond, Dufek Massif, Pensacola Mountains) .

## Historia
Jezioro zostało odkryte w grudniu 1957 przez badaczy ze stacji badawczej Ellsworth, prowadzących badania w ramach Międzynarodowego Roku Geofizycznego . W 2003 roku jezioro badała wyprawa British Antarctic Survey.